# Японська теорема про вписаний в коло чотирикутник

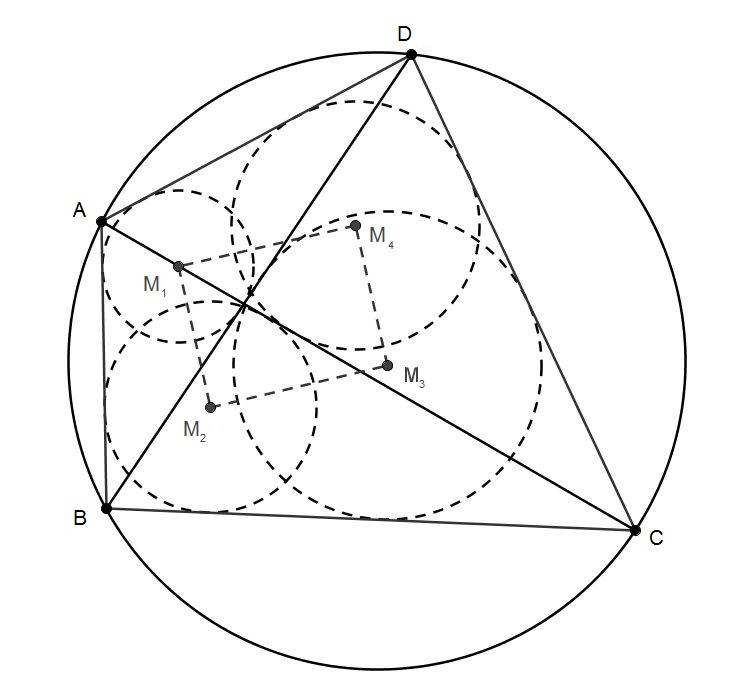
Вписаний в коло чотирикутник

Японська теорема стверджує, що центри вписаних кіл трикутників всередині чотирикутника вписаного в коло утворюють прямокутник.
Розіб’ємо довільний вписаний в коло чотирикутник за його діагоналями, отримаємо трикутники, що перекривають один одного (кожна діагональ утворює два трикутники). Центри вписаних кіл цих трикутників утворюють прямокутник.